# Aeromot
A Aeromot é uma empresa de tecnologia aeronáutica brasileira. É também representante representante comercial da empresa austro-canadense Diamond Aircraft no Brasil.
Atualmente, a matriz da Aeromot está em Porto Alegre, em um hangar do Aeroporto Salgado Filho. Além disso, possui uma sede administrativa e industrial na avenida Sertório, na capital gaúcha, bem como um hangar em Belo Horizonte (MG), no aeroporto da Pampulha.

## História

### Origem e Fundação
Criada com a intenção de prestar serviços de manutenção de aeronaves, passou fabricar componentes das mesmas e a produzir pequenos aviões de treinamento. Fez o projeto de assentos do Embraer EMB-110 Bandeirante.
No final da década de 1980, produziu sua primeira aeronave, o AMT-100 Ximango, depois de um processo de transferência de tecnologia, a partir do RF-10 criado nos anos 80 pela empresa francesa Aerostructure, da qual a Aeromot comprou os direitos de produzir no Brasil. No auge do mercado, no final da mesma década, o faturamento atingiu US$ 18 milhões.
Desenvolveu e produziu para a Marinha do Brasil, de 1986 a 1990, uma aeronave destinado a exercícios de tiro antiaéreo denominado K1 AM. Devido ao elevado custo operacional dos sistemas KD2R-5/K1AM, o programa não teve continuidade na Marinha do Brasil que optou por sistemas mais leves e mais baratos.

### Crescimento
Entre 1997 e 2001 a empresa projetou, desenvolveu e certificou, conforme especificação do DAC, um avião de treinamento primário, biplace, denominado AMT-600 Guri, destinado a substituir os Paulistinhas e Aero Boero existentes nos aeroclubes brasileiros.
Entre 1999 e 2005 desenvolveu as variantes AMT-200 Super Ximango e AMT-300 Turbo Ximango Shark.
Em 2001 vendeu 14 aeronaves para serem usados no treinamento inicial dos pilotos da Força Aérea dos Estados Unidos, no valor de US$ 2,5 milhões, desbancando a Diamond.

### Atualmente
A empresa realiza a Inspeção Anual de Manuteção (IAM) rotineiramente em aeronaves da Raytheon, Piper Aircraft, Cessna, Embraer, Neiva, Robinson, Beechcraft, Lake e Aerocomander.
Em 20 anos de fabricação de aviões, foram construidos 178 Ximangos (vendidos a 16 países) e 22 Guris.

## Ximango China
Em 2003 foram iniciadas negociações para a transferência de tecnologia do planador motorizado, com a intenção é produzir inicialmente 150 aeronaves, das quais 50 em 2004 e 100 nos próximos cinco anos. Os planos atrasaram e a joint venture com a estatal chinesa Guizhou Aviation Industries Corporation deveria ter iniciado as operações em 2009.

## Aeronaves

### Planadores
- AMT-100 Ximango
- AMT-200 Ximango
- AMT-300 Turbo Ximango Shark
- AMT-600 Guri

### Monomotor
- AMT Paulistinha[14]